# Henrik Hedman
Henrik Hedman (Estocolmo, 5 de febrero de 1968) es un empresario y piloto de automovilismo sueco.

## Emprendedor
En la década de 2000, Hedman trabajó en varios bancos. Desde 2005, fue durante varios años responsable de los clientes escandinavos del banco suizo Privatbank Bellerive. Trabaja activamente como agente inmobiliario en su país de origen, Suecia.

## Piloto de automovilismo
Hedman comenzó su carrera en el automovilismo como piloto aficionado en 2012. Compitió en varios campeonatos de Maserati y Ferrari. En 2014, compitió para el equipo DragonSpeed en la clase GT-A del Pirelli World Challenge, donde terminó segundo en la clasificación con cinco podios. En 2015 quedó undécimo en esta categoría y también se convirtió en financiador de DragonSpeed.
En 2016, Hedman se mudó a la European Le Mans Series (ELMS), compartiendo auto con Ben Hanley y Nicolas Lapierre para DragonSpeed en la clase LMP2. Ganó la carrera en el Circuito de Spa-Francorchamps y también subió al podio en el Autodromo Enzo e Dino Ferrari, el Circuito Paul Ricard y el Autódromo Fernanda Pires da Silva. Con 76 puntos acabó cuarto en la clasificación final. También terminó sexto en la clase Trofeo Pirelli Am del Ferrari Challenge Europe.
En 2017, Hedman permaneció activo en las ELMS, donde terminó undécimo en la clasificación con un podio en Monza con 40 puntos. También debutó ese año en las 24 Horas de Le Mans, donde finalizó duodécimo en la categoría LMP2 para DragonSpeed con Hanley y Felix Rosenqvist.
En 2018, Hedman volvió a montar en ELMS con Hanley y Lapierre. Logró podios en Silverstone y Spa-Francorchamps. Con 50,5 puntos acabó séptimo en la clasificación final. También debutó esa temporada en la categoría LMP1 del Campeonato Mundial de Resistencia de la FIA, en la que participó en cinco carreras para DragonSpeed como compañero de Hanley, Pietro Fittipaldi y Renger van der Zande. Tuvo aquí un periodo difícil, en el que sólo acabó cuarto en las 6 Horas de Silverstone. En 2019 compitió en ELMS con Hanley, Van der Zande y James Allen como compañeros. Ganó el primer partido de la temporada en Paul Ricard y terminó séptimo en la clasificación final con 48 puntos.
En 2020, Hedman compitió en tres carreras de la clase LMP2 del IMSA SportsCar Championship en DragonSpeed. Ganó las 24 Horas de Daytona junto con Hanley, Colin Braun y Harrison Newey y también triunfó con Hanley en la carrera de Road America. Ese año también compitió en la categoría LMP2 de dos carreras del WEC: la Lone Star Le Mans, en la que finalizó noveno con Hanley y Braun, y las 24 Horas de Le Mans, en las que finalizó duodécimo con Hanley y Van der Zande. .
En 2021, Hedman corrió en una temporada completa de la clase LMP2 Pro-Am del WEC en DragonSpeed, compartiendo el auto con Hanley y Juan Pablo Montoya. Subió al podio en las 6 Horas de Spa-Francorchamps, las 8 Horas de Portimão y las 6 Horas de Monza, antes de conseguir su única victoria del año en las 24 Horas de Le Mans. Con 138 puntos acabó cuarto en la clasificación final. También compitió en cuatro carreras de la ELMS, siendo su mejor resultado el sexto puesto en el Red Bull Ring.
En 2022, Hedman compitió en la clase LMP2 en seis de las siete carreras de IMSA, compartiendo auto con Montoya. Ganó la carrera en el Mid-Ohio Sports Car Course y también subió al podio en WeatherTech Raceway Laguna Seca y en el Petit Le Mans. Con 1878 puntos acabó cuarto en el campeonato. En 2023 regresó a las ELMS, donde corrió para DragonSpeed con Juan Pablo y su hijo Sebastián Montoya. Con dos quintos puestos en el Autódromo Internacional do Algarve como mejores resultados, terminó séptimo en la categoría LMP2 Pro-Am con 44 puntos.